# Alberto de Baden-Hachberg
Alberto de Baden-Hachberg (em alemão:  Albrecht von Baden-Hachberg; Hochburg, 1456 – Damme, 1488) foi um nobre alemão, pertencente à Casa de Zähringen, e que foi Marquês de Baden-Hachberg.

## Biografia
Alberto era o segundo filho varão de Carlos I, Margrave de Baden-Baden, e de Catarina da Áustria, uma irmã do imperador Frederico III.
Em 1475, pela morte do pai, Alberto e o seu irmão mais velho Cristóvão I herdaram Baden-Baden. De início, governaram conjuntamente os Estados. Mas, em 1476, repartiram a herança paterna, tendo Alberto recebido o condado de Hachberg, ficando Cristóvão a governar sozinho Baden-Baden. Contudo, Alberto acabou por transferir o governo de Hachberg para o irmão em troca de uma pensão anual pelo que a Marca de Baden-Baden permaneceu de facto unida.
O acordo de divisão tinha, inicialmente, uma validade de seis anos, que expirava em 1482. Nesse ano, os irmãos decidiram prorrogá-lo indefinidamente. Quando Alberto morreu sem geração em 1488, Hachberg voltou à posse de Cristóvão.
Alberto, tal como o seu irmão Cristóvão, apoiaram os Habsburgo, de quem descendiam por sua mãe, na luta na Flandres. Alberto comandava as tropas de invasão da cidade de Damme, tendo sido fatalmente atingido por um tiro.